# Primera i segona expedició de Tamerlà a Geòrgia (1386-1387)
La primera i segona expedició de Tamerlà a Geòrgia (1386-1387) foren dues campanyes militars dels timúrides cap al regne de Geòrgia, la primera i segona de les vuit expedicions que s'hi van fer durant el regnat de Tamerlà.

## Primera expedició (1386)
A la guerra de fons que sostenien l'Horda d'Or de Toktamix i el kanat Txagatai de Tamerlà, car ambdós volien dominar l'Azerbaidjan, el rei Bagrat V de Geòrgia era aliat del kan Toktamix. Tamerlà va mesurar aquesta aliança i el fet que els georgians eren cristians. Semblava que es dirigiria al Karabagh a passar el hivern però Timur es va dirigir al nord. Allí hi havia la Geòrgia cristiana i, per tant, sempre objectiu d'un sobirà musulmà. D'altra banda volia assegurar que Toktamix mai tornaria a l'Azerbaidjan. Timur va penetrar a Geòrgia en ple hivern. Va sortir de Kars i va entrar a Samtskhe des d'on va passar a Tiflis fortificada per Bagrat V. Tiflis va oferir resistència. La ciutat comptava amb muralles i una ciutadella considerablement fortificada i els soldats eren valents i no estaven disposats a rendir-se. Amb calma, Timur va ordenar que es preparessin les màquines de setge i es va llançar assalt. Quan els murs s'havien afeblit, va reunir els seus homes per assaltar la ciutat.
La ciutat va caure el 21 de novembre de 1386. El rei desafiant, Bagrat V el Gran, va ser capturat, encadenat i portat davant Timur. El país fou assolat i la regió sotmesa; foren assaltades les ciutats i els castells arreu del país.
La crònica del segle xv de Tovma Metsobets, natural de la regió al nord del llac Van (a prop de la frontera turca amb Armènia), va descriure aquella primera campanya en termes apocalíptics. Com Arabshah, Metsobets havia sentit de primera mà les devastacions provocades pels exèrcits de Timur, havent de fugir repetidament per la seva vida; diu que Timur “va anar amb nombroses tropes a la ciutat de Tiflis, la va agafar i va capturar infinitat de persones; i es creu que els morts van superar a la quantitat dels que es van deixar en vida”.
Yazdi descriu l'expedició dient que des de Kars, Timur va pujar a un lloc elevat anomenat Ak Bughra, va seguir per Kitou i va arribar a Tiflis ben emmurallada i amb una ciutadella molt forta. Es va produir un assalt general i el rei “Malik Ipòcrita” fou fet presoner. Dona el nom d'Hipòcrita (Ipòcrita) al rei per la seva efímera conversió al islam que després veurem. Després diu que Timur es va dedicar a la cacera; que els homes van formar un gran cercle per excitar que les besties sortissin (Nerke) i després l'anaven tancant (Gerke) reduint l'espai i fent una matança d'animals que després s'emportaven i els que no podien els deixaven pels voltors.
Geòrgia era una regió rebel que mai es sotmetria a Timur, que hi va haver de fer cinc campanyes més (la següent el 1393, la darrera el 1403, sent rei Jordi o Giorgi VII, el fill de Bagrat) i una mes que va quedar aturada nomes començar.

### Tamerlà arriba a Xaki i Karabagh (1387)
Mentre l'exèrcit tornava de Geòrgia cap al Karabagh, anava entrant pel camí a les ciutats i conqueria els castells i fortaleses; les tropes es dedicaven al saqueig. Finalment l'exèrcit va acampar al Xaki. Des d'allí es van enviar destacaments a territori cristià i es van fer nous saquejos i presoners. Muhammad Dervix Barles va operar a les muntanyes de Xaki i va fer també molts presoners. Arghun Shah i Ramadan Khoja van operar a la província de Tengut i Muhammad Beg i Amir Musa van actuar a Akgeb amb similars resultats. L'estendard de Timur fou hissat al peu de la muntanya Elbrús. Tots els destacaments van retornar victoriosos al campament establert a Xaki, en un lloc anomenat Kambale o Kabale. Finalment es va conquerir la fortalesa anomenada Karafurk (Castell Roig) entrant al Karabagh, acampant a la zona de Shurkab, a la riba del riu Kur (Kura); es va construir un pont i l'exèrcit va passar i es va dirigir a Bardaa, que es va sotmetre sense resistència.
Estant aquí, Timur va fer portar a la seva presència al rei Bagrat V (Malik Ipocrat l'anomena Yazdi) al que va parlar de la religió musulmana; Timur li va reclamar convertir-se al Islam. El rei de Geòrgia, amb oportunisme, va veure els beneficis de la conversió. Davant del seu oponent victoriós, va canviar la seva fe cristiana per l'islam. Bagrat va subratllar la seva lleialtat a Timur presentant-li una cota de malles que havia estat forjada segons la tradició pel profeta David. Timur va quedar satisfet de la demostració de devoció i de lleialtat reiterades de Bagrat V i li va concedir la llibertat com a rei vassall. La Cronica de Georgia de Tomas de Metsob (Tovma Metsobets) esmenta de manera diferent la conversió del rei feta “a punta d'espasa”, però que en tot cas li va permetre guanyar la confiança de Timur que li va concedir 12000 soldats per tornar a Geòrgia on havia quedat el seu fill Giorgi VII. Bagrat V es va posar en secret d'acord amb el seu fill, el qual va emboscar l'escorta musulmana de Bagrat i va alliberar al pare
Yazdi diu que amb la conversió del rei la majoria dels habitants de Geòrgia es van fer musulmans, cosa que sabem que no fou certa i atès que la conversió s'havia produit quan Timur ja havia sortit del país, es molt probable que les conversions es limitessin a alguns fidels propers al rei i que la major part del poble no arribès ni a tenir-ne noticia.

## Segona expedició (1387)
Al febrer de 1387, Timur va enviar forces a Georgia en revenja per l'emboscada i fugida del rei Bagrat V. Aquest rei i el seu fill Georgi VII van poder evacuar a la població civil de les regions frontereres cap a les muntanyes i boscos i van organitzar les defenses. Però la reaparició de Toktamix al Caucas va forçar a Timur a cridar aquestes tropes.